# پیا (بازیکن فوتبال)
ژوائو باتیستا ایناسیو (به پرتغالی: João Batista Inácio) معروف به مائورینیو (Piá) مهاجم/هافبک اهل برزیل است که در شهر Ibitinga و در تاریخ ۲۲ مارس ۱۹۸۲ به دنیا آمده‌است.

## باشگاهی
پیا در تیم‌های فوتبال آتالانتا، آتالانتا، آسکولی، ناپولی، کاتانیا، تورینو، لچه و آتالانتا سابقهٔ حضور دارد.